# Myrmarachne luctuosa
Myrmarachne luctuosa är en spindelart som först beskrevs av Koch L. 1879.  Myrmarachne luctuosa ingår i släktet Myrmarachne och familjen hoppspindlar. Inga underarter finns listade i Catalogue of Life.